# Église de la Panagía Paraportianí
L'église de la Panagía Paraportianí (en grec moderne : Εκκλησία της Παναγίας της Παραπορτιανής, « Notre-Dame de la porte latérale ») est une église chrétienne orthodoxe du XVe siècle, de style  byzantin-cycladique, située à Mykonos (ville), dans l'archipel des Cyclades en Grèce. Déclarée monument historique de l’État grec depuis 1936, ce monument pittoresque est un des principaux symboles de l'île de Mykonos. 

## Histoire
Plus ancienne des 400 églises de Mykonos, l'église de la Panagía Paraportianí est construite entre 1425 et le XVIIe siècle, au bord de la mer Égée, aux extrémités ouest de l'avancée côtière du vieux port de Mykonos et de la Petite Venise de Mykonos, du quartier Kástro de Mykonos (ville) (ou Chóra, capitale de l’île). 

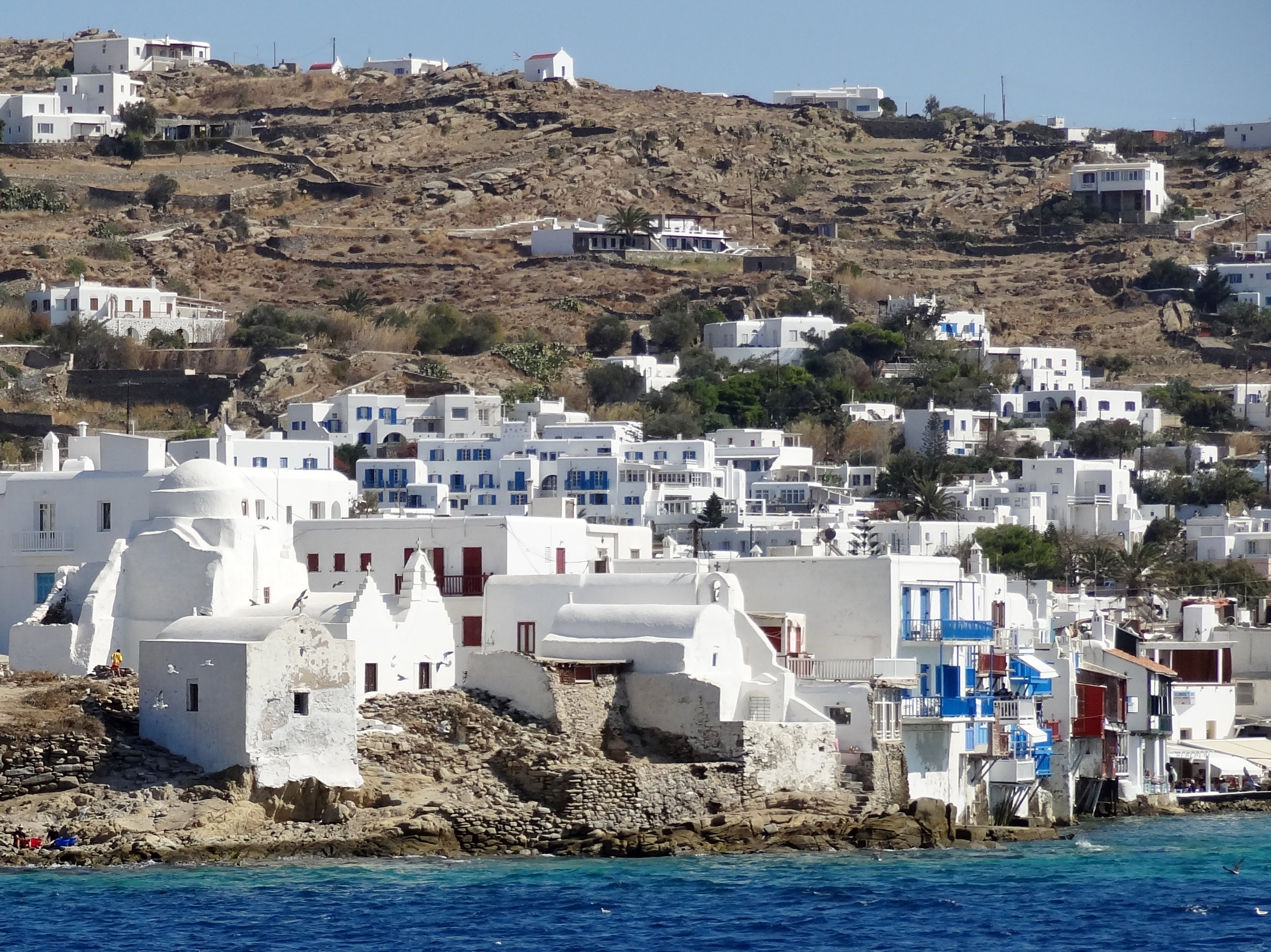
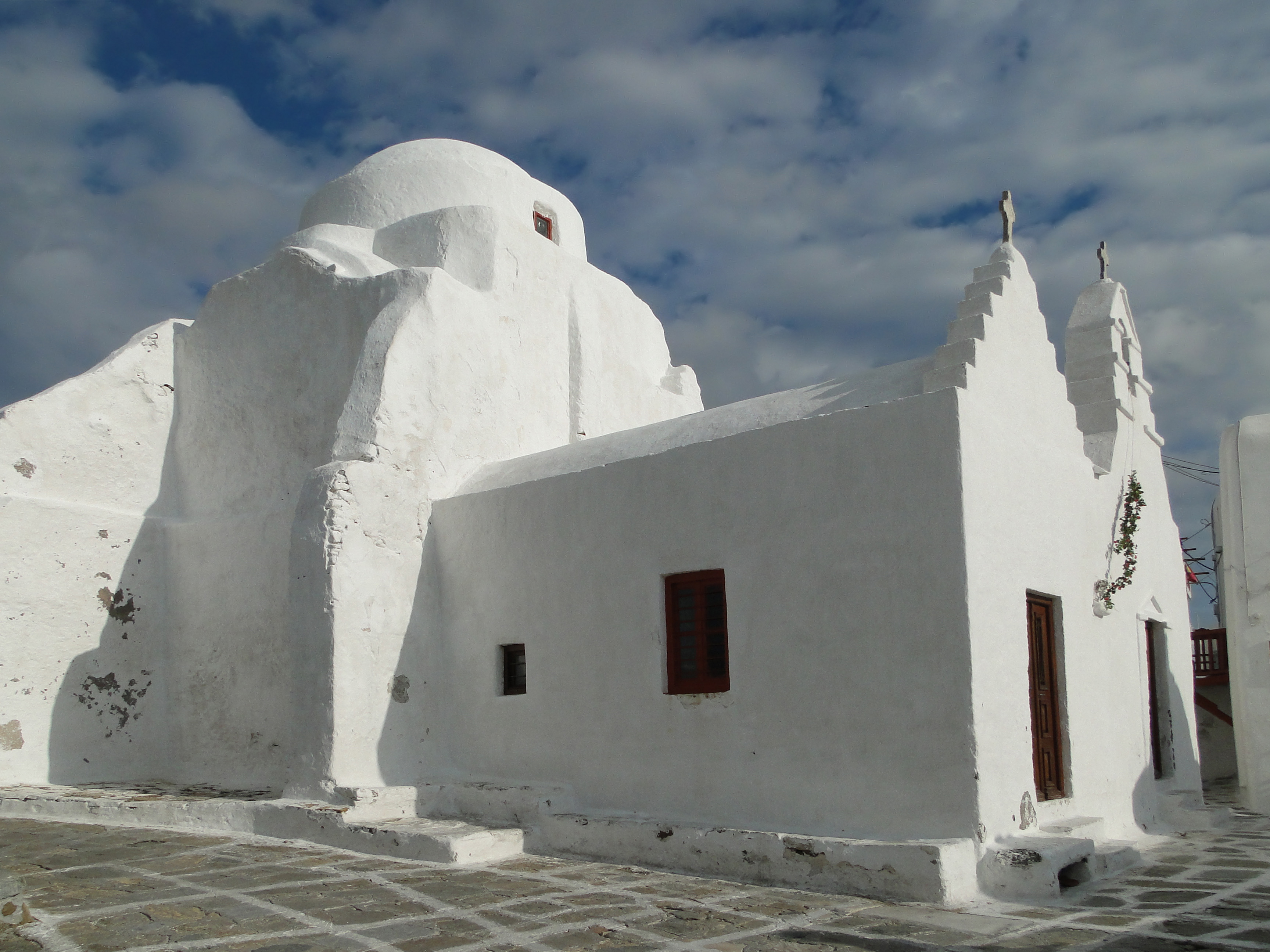
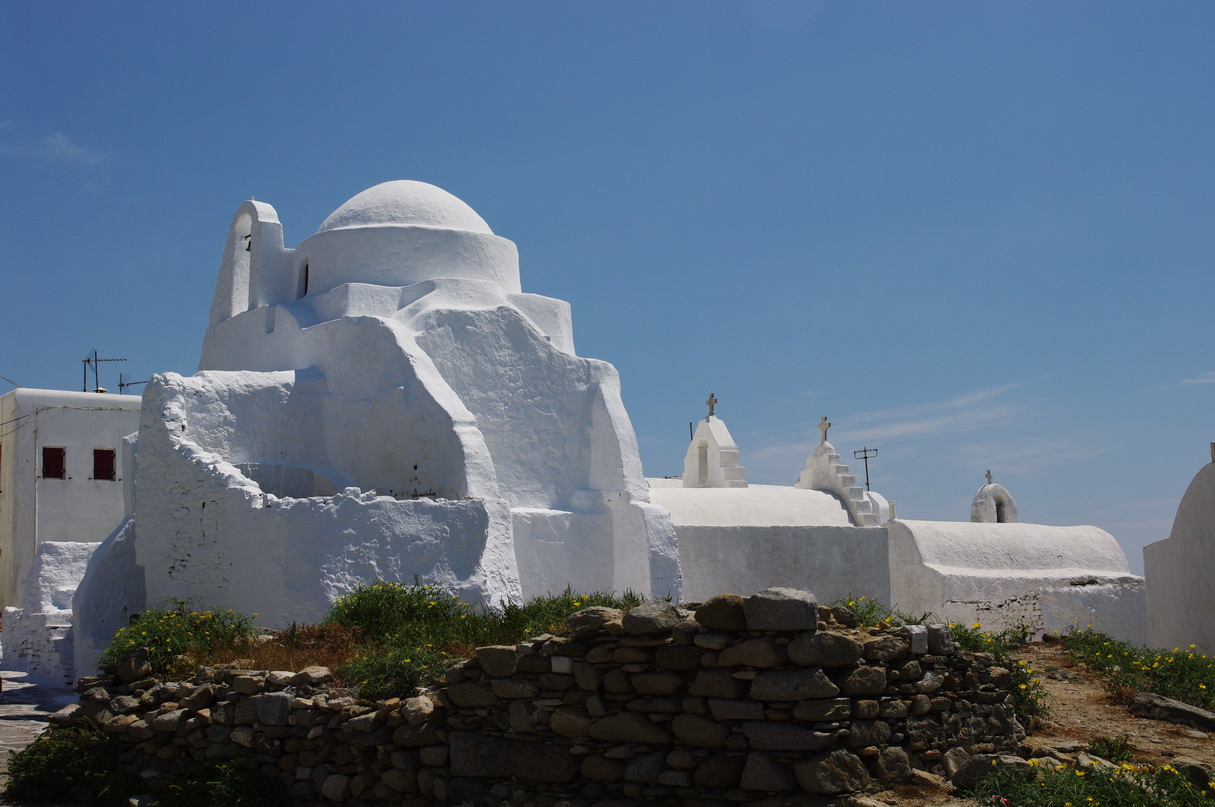

Son nom en grec signifie littéralement en français « Notre-Dame de la porte latérale » car son entrée principale est construite dans une ancienne porte de ville des anciens remparts de l'ancien kástro du Moyen Âge.

## Architecture
Cette église byzantine-cycladique pittoresque, blanchie à la chaux et dépouillée d’ornementation, est typique de l'architecture cycladique des Cyclades. 

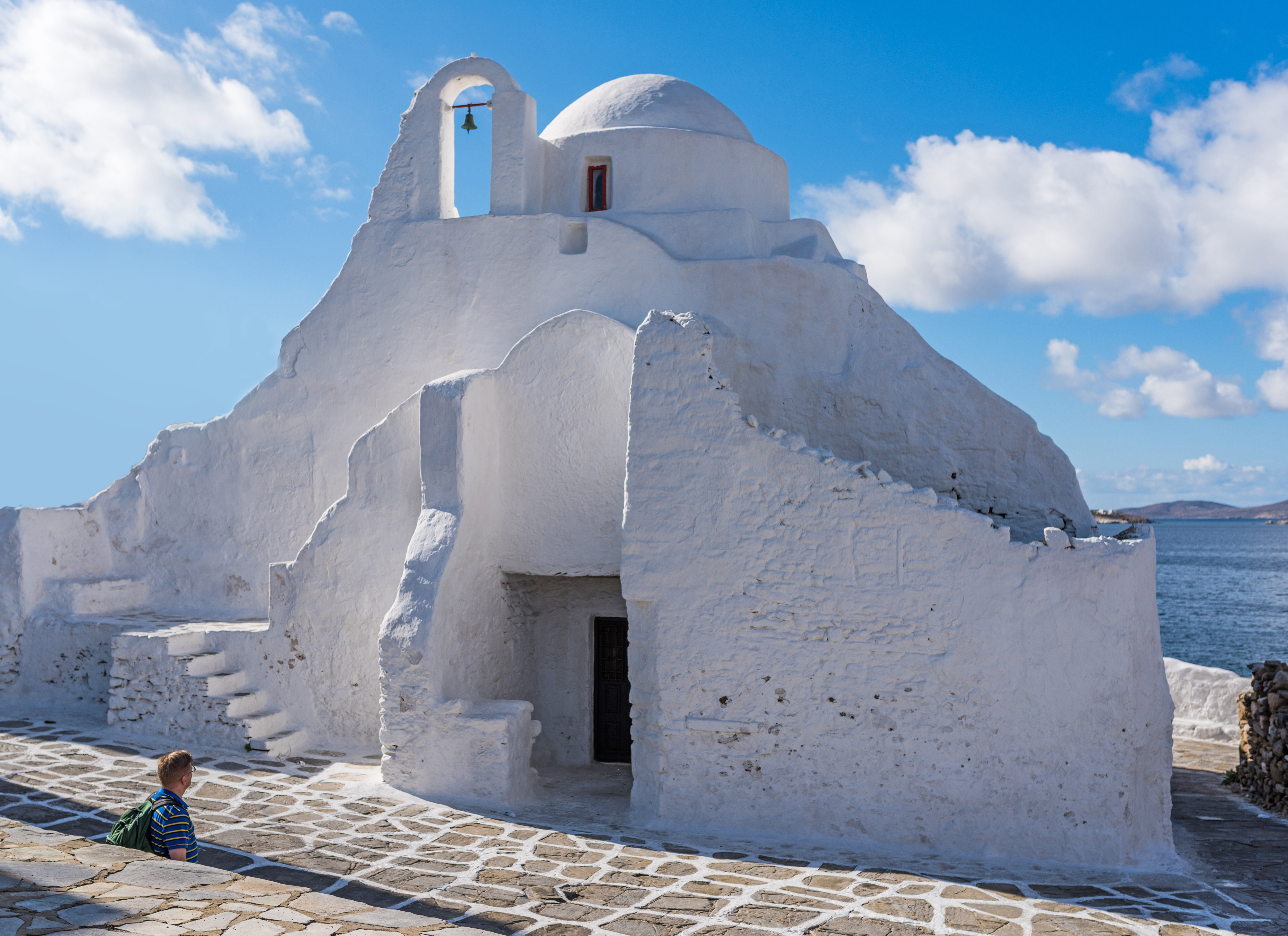
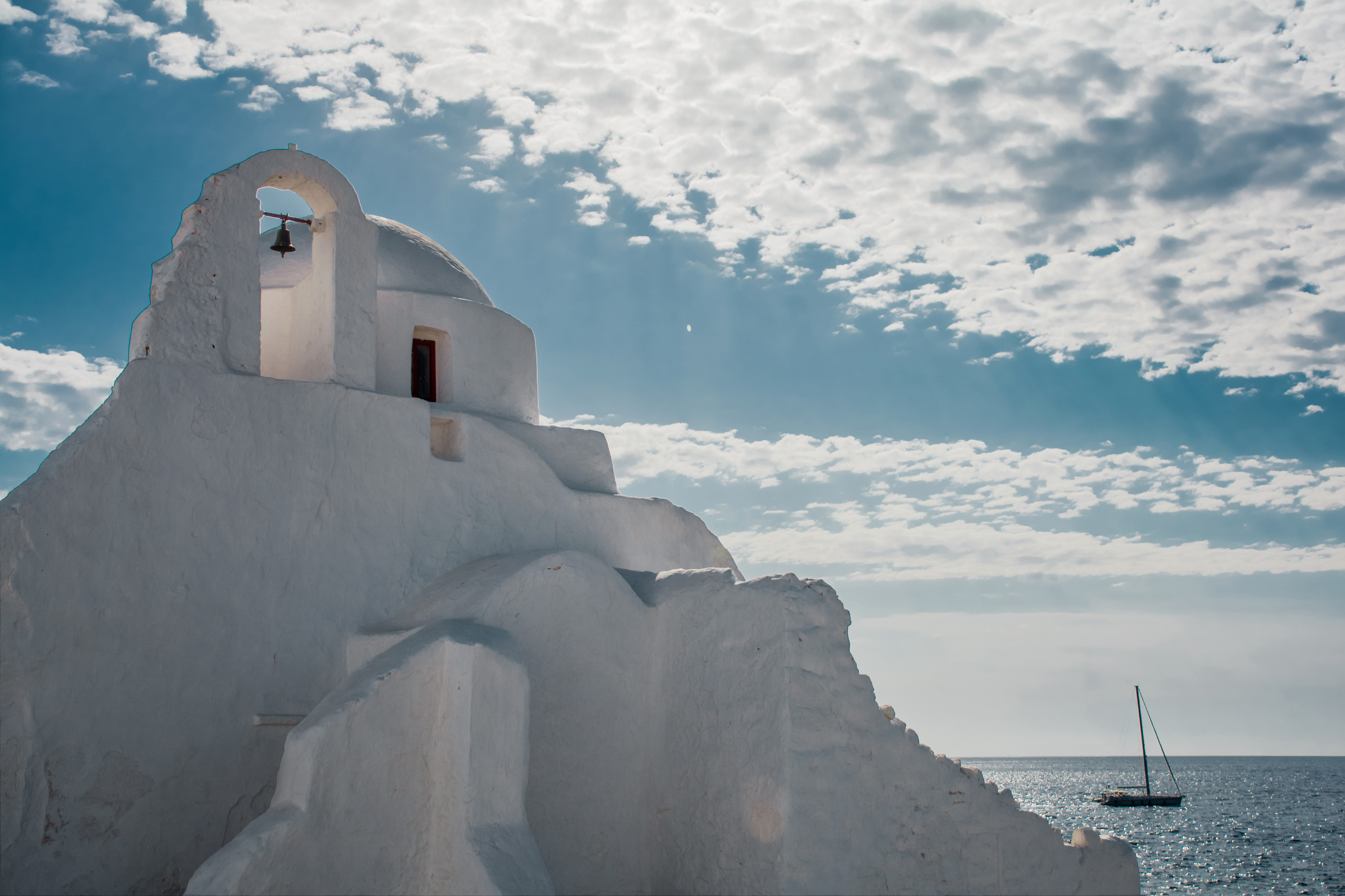
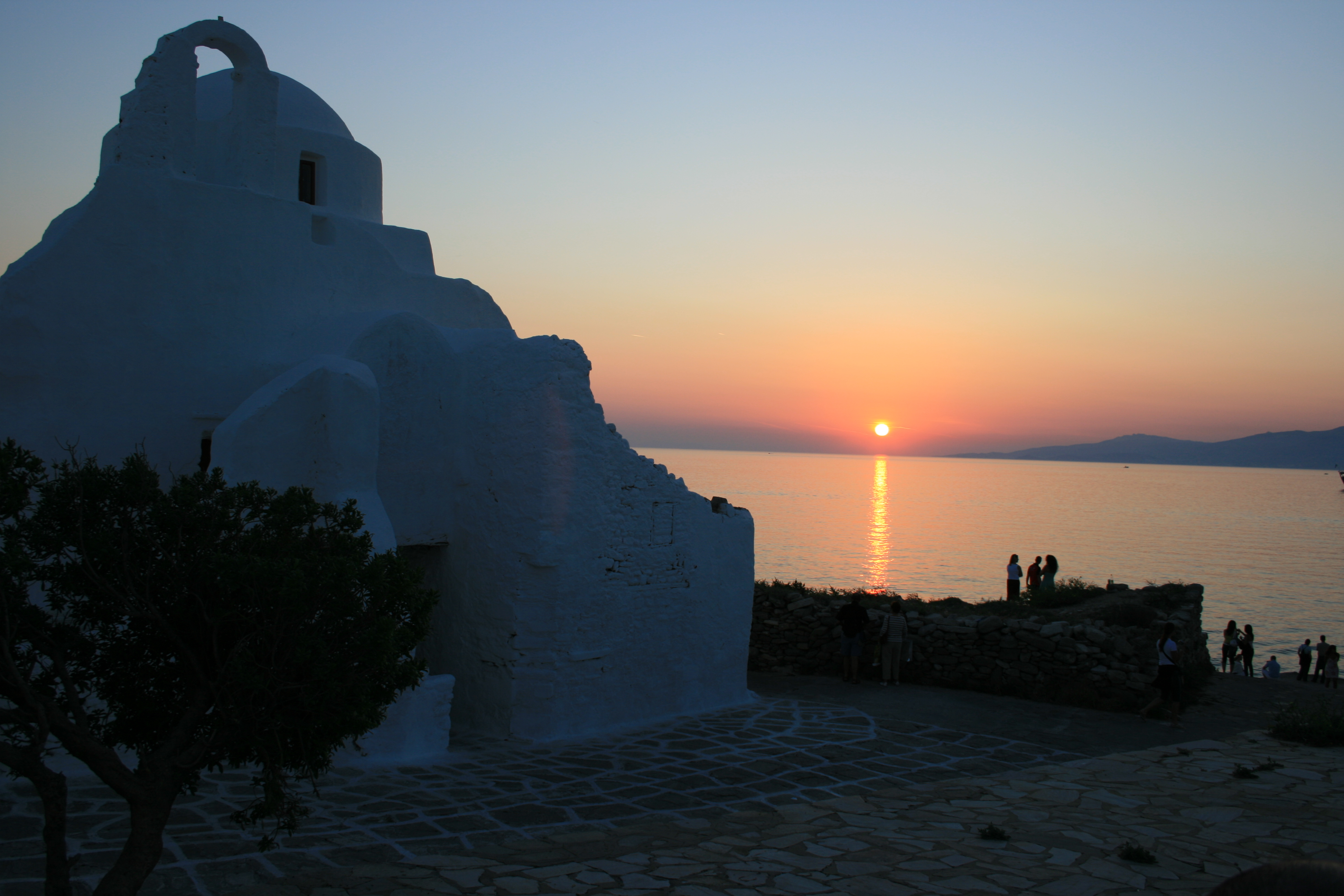

Elle est composée d'un ensemble de cinq chapelles distinctes, quatre au rez-de-chaussée (dédiées à saint Eustathe d'Antioche, Saint-Sauveur, saint Anargyre, et sainte Anastasie) surmontées d’une cinquième chapelle en forme de dôme à clocher, dédiée à la Vierge Marie. 

## Dans la littérature
Thierry Maulnier décrit l'édifice dans son essai Cette Grèce où nous sommes nés, de 1964 : « accroupie comme une bête vivante, la Paraportiani, admirable composition de courbes et de volumes irréguliers, d'arêtes veloutées, de surfaces dodues où l'ombre et la lumière jouent comme sur une surface de neige ».